# Hall of Fame (chanson)
Pour les articles homonymes, voir Hall of Fame.
Singles de The Script
Science & Faith
(2011) Six Degrees of Separation
(2012)
Singles par will.i.am
This Is Love
(2012) Reach for the Stars
(2012)
Hall of Fame (littéralement en français Temple de la renommée ou Panthéon) est une chanson du groupe de pop rock irlandais The Script sortie le 19 août 2012 sous le label Epic. Enregistré en 2012, le single est extrait de leur 3e album studio #3 (2012). La chanson de style pop rock est écrite et produite par Danny O'Donoghue, Mark Sheehan et James Barry.

## Vidéo musicale
Le clip de la chanson est sorti le 19 août 2012 sur le site web officiel de groupe.

## Classement et certification
Le single est entré en première position dans le classement hebdomadaire des singles irlandais. La chanson reste en première position pendant quatre semaines. C'est le deuxième numéro un pour le groupe et leur cinquième top 10 en Irlande. Au Royaume-Uni, le single entre en deuxième position derrière Let Me Love You (Until You Learn to Love Yourself) de Ne-Yo mais il atteint la première position une semaine après et devient le premier numéro un pour le groupe dans ce pays. Il s'est vendu à 529 000 copies en 2012, et se classe 21 des bestseller de l'année au Royaume-Uni.
Début 2013, la chanson devient le thème officiel de la cérémonie d'intronisation du WWE Hall of Fame de la fédération de catch Américaine World Wrestling Entertainment.
La chanson a été certifiée 5 × Platine en Australie, 1x en Italie, 2x en Nouvelle-Zélande, 6x en Norvège, et 2 fois en Suède et aux États-Unis.     
| Classement (2012)                       | Meilleure position |
| --------------------------------------- | ------------------ |
| Australie (ARIA)                        | 4                  |
| Belgique (Flandre Ultratop 50 Singles)  | 8                  |
| Belgique (Wallonie Ultratop 50 Singles) | 12                 |
| Bulgarie (IFPI)                         | 2                  |
| Canada (Hot 100)                        | 25                 |
| Tchéquie (IFPI Rádio)                   | 5                  |
| Danemark (Tracklisten)                  | 11                 |
| Europe (Euro Digital Songs)             | 1                  |
| Finlande (Suomen virallinen lista)      | 2                  |
| France (SNEP)                           | 60                 |
| Hongrie (Rádiós Top 40)                 | 5                  |
| Irlande (IRMA)                          | 1                  |
| Israël (Media Forest)                   | 5                  |
| Italie (FIMI)                           | 5                  |
| Japon (Japan Hot 100)                   | 97                 |
| Luxembourg Digital Songs (Billboard)    | 2                  |
| Pays-Bas (Nederlandse Top 40)           | 17                 |
| Pays-Bas (Single Top 100)               | 16                 |
| Nouvelle-Zélande (RMNZ)                 | 3                  |
| Norvège (VG-lista)                      | 3                  |
| Portugal Digital Songs (Billboard)      | 8                  |
| Roumanie (Top 100)                      | 7                  |
| Russie (Russian Music Charts)           | 10                 |
| Écosse (OCC)                            | 1                  |
| Slovaquie (IFPI Rádio)                  | 4                  |
| Corée du Sud (Gaon International Chart) | 12                 |
| Suède (Sverigetopplistan)               | 3                  |
| Suisse (Schweizer Hitparade)            | 3                  |
| Royaume-Uni (UK Singles Chart)          | 1                  |
| États-Unis (Hot 100)                    | 25                 |
| États-Unis (Pop Airplay)                | 17                 |
| États-Unis Rock Songs (Billboard)       | 15                 |
| États-Unis (Adult Pop Songs)            | 13                 |

| Classement (2012)       | Meilleure position |
| ----------------------- | ------------------ |
| Australie               | 20                 |
| Hongrie (Rádiós Top 40) | 33                 |
| UK Singles Chart        | 21                 |

| Pays                     | Certification | Ventes    |
| ------------------------ | ------------- | --------- |
| Australie (ARIA)         | 5 × Platine   | 350 000   |
| Autriche (IFPI)          | Or            | 15 000    |
| Belgique (BEA)           | Or            | 15 000    |
| Danemark (IFPI)          | 4 × Platine   | 120 000   |
| États-Unis (RIAA)        | 2 × Platine   | 2 000 000 |
| Italie (FIMI)            | Platine       | 30 000    |
| Norvège (IFPI)           | 6 × Platine   | 60 000    |
| Nouvelle-Zélande (RIANZ) | Platine       | 30 000    |
| Royaume-Uni (BP)         | Platine       | 600 000   |
| Suisse (IFPI)            | Platine       | 30 000    |
| Suède                    | 2 × Platine   | 80 000    |